# Cicindela pimeriana
Cicindela pimeriana är en skalbaggsart som beskrevs av Leconte 1866. Cicindela pimeriana ingår i släktet Cicindela och familjen jordlöpare. Inga underarter finns listade i Catalogue of Life.